# FC 샬케 04
FC 겔젠키르헨-샬케 04 e. V.(독일어: FC Gelsenkirchen-Schalke 04 e. V.) 혹은 흔히 약칭으로 FC 샬케 04(FC Schalke 04)나 샬케(Schalke)로 불리는 독일의 축구단으로 노르트라인베스트팔렌주 겔젠키르헨의 샬케 지구에서 비롯된 클럽이다. 1904년 5월 4일에 창단되어, 샬케는 1930년대에서 1940년대초까지의 전성기 이후로 우승이 드문 클럽이지만, 독일에서 오랫동안 인기를 끌어왔던 클럽이다. 이 클럽은 2011년 1월을 기준으로 90,000명의 회원을 보유하여, 독일에서 두 번째로 큰 스포츠 클럽이다. 축구 외에도 농구, 핸드볼, 육상팀도 운영하고 있다. 1997년, 샬케는 FC 인테르나치오날레 밀라노를 UEFA 컵의 결승에서 승부차기 끝에 꺾으며 첫 번째 유럽대항전 트로피를 확보하였다. 교황 요한 바오로 2세는 클럽의 명예 회원으로, 구(舊) 홈구장인 파르크슈타디온에서 1987년에 미사를 한 뒤 회원이 되었다. 샬케와 그 라이벌 보루시아 도르트문트와의 더비 경기를 레비어 더비라고 부르며, 세계 10대 더비중 하나로 손꼽힌다. 샬케는 1. FC 뉘른베르크와 친선 관계에 놓여 있다. 마스코트의 이름은 에어빈 (Erwin 혹은 Ährwin)이다.

## 역사

### 초창기
클럽은 베스트팔렌 샬케(Westfalen Schalke)로 1904년 5월 4일 인근 고등학생들에 의해 창단되었으며, 초창기 유니폼은 빨간색과 노란색이었다. 팀은 베스트도이체 슈피엘퍼반트 (Westdeutscher Spielverband)에 편입되지 않았고, 초창기 독일 축구에서 소속 단체 없이 경기하였다. 1912년, 공식 리그 편입 시도에 몇년의 실패 이후, 클럽은 공식 리그 편입을 위해 김나스틱 샬케 툰버라인 1877(Gymnastic Club Schalker Turnverein 1877)와 병합하였다. 이 병합은 1915년까지 지속되었고, 그 후 SV 베스트팔렌 샬케(SV Westfalen Schalke)로 다시 독립 클럽이 되었다. 클럽의 분리는 단기간 지속되었고 다시 1919년에 통합하여 툰- 운트 스포트페어라인 샬케 1877(Turn- und Sportverein Schalke 1877)이 되었다. 이 신생 클럽은 1923년 샬케 크라이스리가에서 첫 우승을 맛보았다. 이때부터 팀의 별명인 "Die Knappen" (옛 독일어로 광부라는 뜻으로, 겔젠키르헨의 석탄 광부의 열렬한 지지를 받았기 때문에 명명)으로 불리기 시작하였다.
1924년, 축구 팀은 다시 체조 팀과 분리되었다 (이때에는 클럽 회장이 축구팀을 따라감). 그들은 FC 샬케 04로 개칭되었고, 현재까지 쓰이고 있는 파란색 상의에 흰색 하의의 유니폼을 사용하기 시작하였고, 이때부터 "Die Königsblauen" (로열 블루)라는 별명이 불리기 시작하였다. 이듬 해 팀은 지역 최강, 날카로운 맨투맨 방식의 패스 위주의 경기를 펼치는 팀으로 변하였다. 이 방식은 "샬케 크라이젤" (Shalker Kreisel)이라 불린다. 1927년, 루르의 가울리가로 올라섰고, 그 후에 리그 챔피언십, 국가 최상위 리그에 차례로 올라섰다.
=== 최강팀으로 성장
1928년, 당시 새로 지어진 글뤼카우프-캄프반 경기장에서 다수의 서포터에게 알려진 클럽은 FC 겔젠키르헨-샬케 04(FC Gelsenkirchen-Schalke 04)의 이름을 갖게 되었다. 그들은 1929년 첫 번째 서부 독일 리그 우승을 하였지만, 당시 프로 스포츠가 혐오 대상이었기에, 이듬해에 과다한 연봉 문제로 인하여 리그에 과징금을 물었고, 6개월 동안 추방당했다. 하지만 추방은 팀의 인기 추락에 영향을 미치지 않았다. 징계에서 풀려난 후 1931년 6월, 포르투나 뒤셀도르프전에 복귀하였고, 홈 구장에 70,000명이 모였다. 클럽의 행운은 1931년에 시작, 1932년의 독일 챔피언십 준결승에 진출하였지만, 아인트라흐트 프랑크푸르트에 1-2로 패하였다. 이듬 해, 클럽은 결승전까지 올라가 포르투나 뒤셀도르프를 3-0으로 꺾고 우승하였다.
독일 축구의 재정비와 1933년, 나치당의 독일 집권으로, 셀 수 없는 지역과 동네 리그를 서열화되었고, 16개의 지역 1부리그 중 하나인 가울리가 베스트팔렌에 속하였다. 이 시기에 샬케는 가장 성공적인 시기를 보냈는데 1933년에서 1942년에 이르기까지 18개의 국립대회 결승 중 14번이나 나왔고, 10번은 독일 챔피언십, 8번의 체머포칼 (DFB-포칼의 전신)이었으며, 매 시즌 최소 한번의 트로피를 들어올렸다. 이 7시즌간 홈에서 무패행진을 하였고, 원정에서 6번밖에 패하지 않았으며, 1935-36, 1936-37, 1937-38, 1938-39, 1940-41, 그리고 1942-43 시즌을 무패로 마쳤다.

### 1934-42년의 챔피언십
샬케의 첫 번째 국가단위 우승은 1934년, 당시 우승후보 1. FC 뉘른베르크를 꺾고 획득하였다. 이듬 해 VfB 슈투트가르트를 6-4로 격파하고 우승하였다. 1936년에는 결승에 진출하지 못하였지만, 그 후 6회 연속 결승전에 진출하였고, 그 중 1937년, 1939년, 1940년, 그리고 1942년에 우승하였다. 이들중 3번은 현재 오스트리아의 팀들이었다 (각각 아드미라 빈, SK 라피트 빈, 퍼스트 비엔나 FC로 1938년 나치 독일의 오스트리아 병합으로 인한 당시 가울리가 오스트마크의 팀이었다).
샬케는 체머포칼의 결승에도 자주 등장하였지만, 독일 챔피언십만큼 우승하지는 않았다. 그들은 1935년에 열린 첫 체머포칼의 결승에서 1. FC 뉘른베르크에게 0-2로 패하였다. 그들은 1936년, 1941년, 1942년 결승 진출에도 실패하였고, 1937년 포르투나 뒤셀도르프전 승리만이 전부였다.
12시즌이 넘게 1933년에서 1945년의 경기동안 189번의 가울리가 경기에서 162경기에 승리하고, 21경기를 비기며, 6경기만 패하였다. 그리고 924골을 득점하고 145골을 실점하였다. 1935년에서 1939년, 그들은 무패 행진을 하였다. 클럽의 전성기는 나치 정권의 선전(프로파간다) 정책인 이른바 "새 독일" 정책에 관하여 반영되었다. 이는 당시 간판스타 프리츠 체판과 에른스트 쿠조라 등을 비롯한 많은 선수들이 폴란드 이민자들의 후예임에도 불구하고서였다.

### 제 2차 세계대전 이후
제 2차 세계대전 이후, 독일 국토는 잿더미가 되었고 1945년의 샬케는 2경기만 하였다. 이듬 해, 리그가 정상으로 돌아오고, 여전히 그들은 강력한 팀임을 입증하였다. SpVgg 헤르텐전에서 그들은 기록적인 20-0 대승을 하였으나, 독일 축구계에서의 힘은 약해지기 시작하였다. 샬케는 1947년에 새로 출범한 서부 오베르리가에서 6위로 마감하였다. 2년 후, 그들은 12위로 추락하였다. 그들이 원상태로 돌아오기까지 50년대 중반까지 기다렸다. 그들은 1954년 서부 오베르리가에서 3팀간의 팽팽한 타이틀 경쟁 이후 마지막날에 우승을 확정지었다. 이듬해에는 2-3으로 패한 카를스루에 SC와의 DFB-포칼에도 나왔다. 다음 독일 챔피언십 우승은 1958년 함부르크 SV를 3-0으로 우승하고서였다. 이는 현재까지의 마지막 국내 리그 타이틀이다.

### 분데스리가 출범 시기
샬케는 1963년에 출범한 서독의 새 프로축구 리그인 분데스리가 원년 (당시 16팀이 경쟁하였다)에도 상위 4위안에 들며 좋은 모습을 보였다.
그러나, 그 뒤 연도에는 졸전하는 모습을 자주 보였다. 1965년, 그들은 18팀의 경쟁으로 확장된 덕에 강등을 면할 수 있었다. 그 뒤 1972년, 시즌에 압도적인 모습을 보인 FC 바이에른 뮌헨에 이어 준우승을 하기 전까지 하위권을 맴돌았다. 같은 해, 2번째 DFB-포칼을 들어올렸다.

### 1971년 분데스리가 스캔들
그들의 나아진 모습에도 불구하고, 극반전의 씨앗이 뿌려졌었다. 소수의 선수들과 심판진들이 뇌물수수를 하였고 1971년 분데스리가 스캔들의 일부로 알려졌다. 수사 결과, 샬케는 5월 17일의 아르미니아 빌레펠트에 고의적으로 0-1로 패하였다고 밝혀졌다. 그 결과 클라우스 피셔, 라인하르트 리부다, 그리고 클라우스 피첼의 국가대표팀 선수들을 비롯한 일부 샬케 선수는 축구계에서 영구 제명되었다. 이후에 징계는 2년에서 6개월로 완화되었지만, 한때 강호였던 샬케에게 심각한 영향을 주었다.

### 위기와 회복

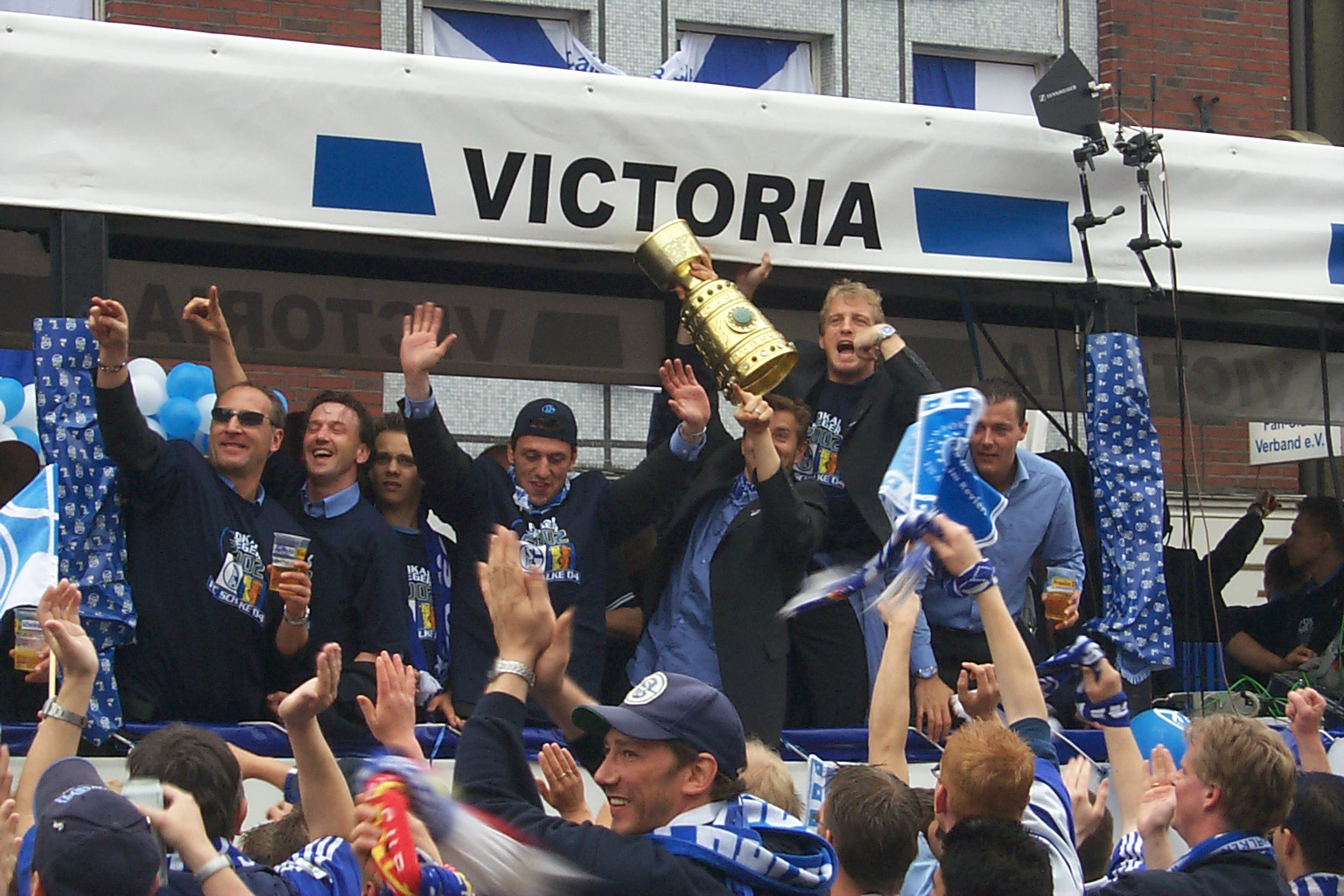
2002년 DFB-포칼 우승 이후, 뒷풀이하는 샬케 선수들

1973년, 구단은 1974년 FIFA 월드컵을 목적으로 지어진 파르크슈타디온 (규모 70,000석)으로 연고 구장을 옮겼다. 스캔들의 여향으로, 클럽의 성적은 기복이 심하였다. 그들은 1977년에 또다시 우승 팀 보루시아 묀헨글라트바흐와 1점차로 리그 준우승을 거두었다.
1980년대초, 샬케는 대 위기에 빠졌고 1981-82시즌 2 분데스리가로 강등되었고 1983-84년까지 있었다. 그들은 1984년에 1부리그로 복귀하였지만, 1988년에 다시 2부리그로 강등되었다. 다시 1991-92 시즌 시작으로 현재까지 1부리그에서 강등되지 않고 있다. 클럽은 1972년 DFB-포칼에서 우승한 뒤, 1997년에 이탈리아의 거함 FC 인테르나치오날레 밀라노를 승부차기까지 가는 접전 끝에 꺾고 UEFA 컵을 들어올렸다.
21세기로 접어들면서 샬케는 더 강력한 모습을 보였다. 1990년대에서 2000년대 초반, 클럽은 현대의 상업적 스포츠 협회로 변화하였고, 분데스리가의 가장 강력한 팀 중 하나가 되었다. 샬케는 2001년과 2002년에 DFB-포칼을 2연패하였고, 2001년, 2005년, 2007년에는 분데스리가에서 준우승을 하였다. 2001년의 준우승은 샬케에게 있어 더 비극적이었는데, FC 바이에른 뮌헨과 함부르크 SV의 마지막 경기에서 인저리 타임 4분에 바이에른 뮌헨의 골이 터지는 바람에 우승을 놓쳤다.

### 최근 현황

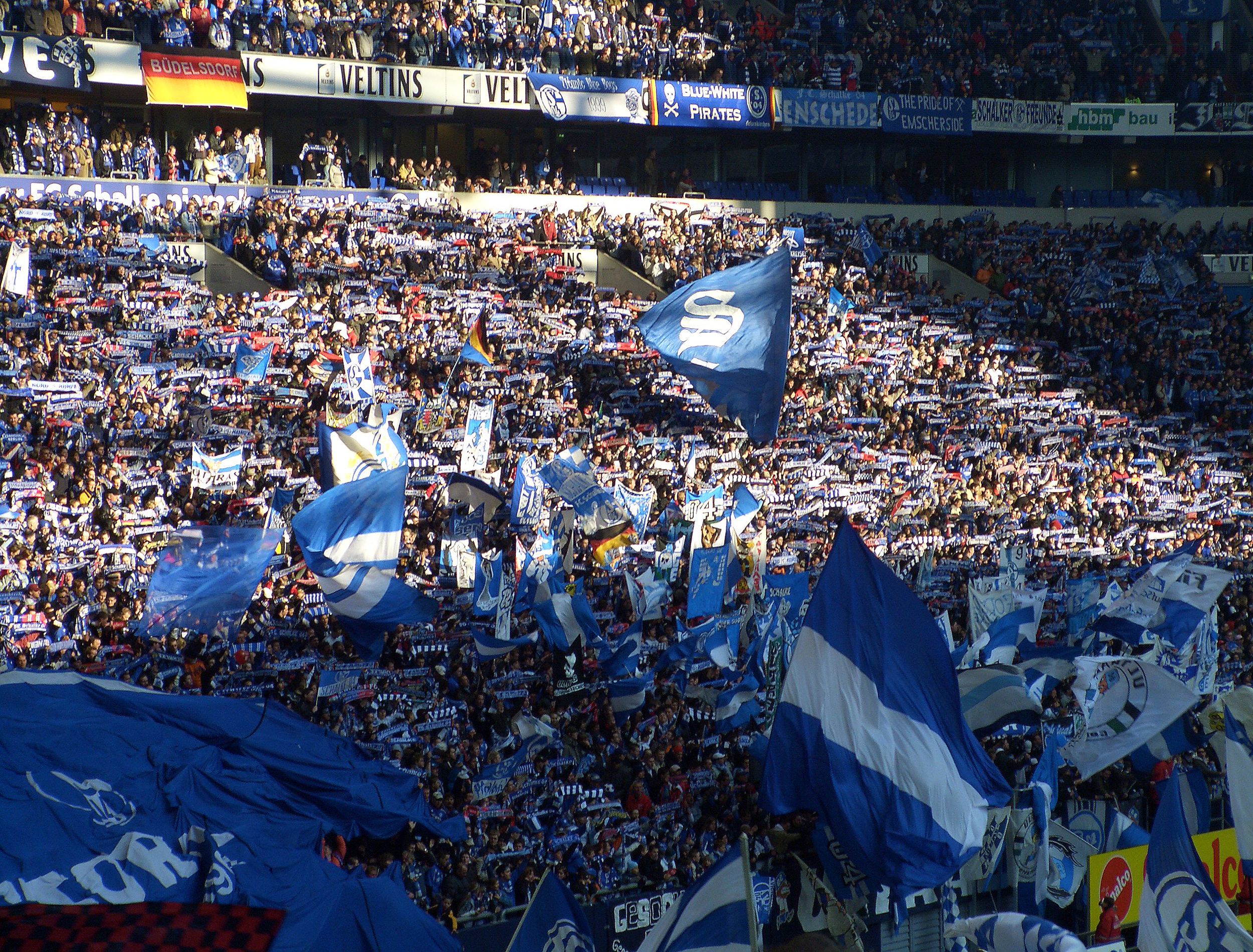
펠틴스 아레나에 웅집한 샬케 팬들

최근 몇년간은 샬케에게 더욱 성공적인 기간으로, 2005년 리그 준우승을 거두어 UEFA 챔피언스리그에 두 번째 출전을 하였다. 그러나, 조별 리그에서 이탈리아의 AC 밀란과 네덜란드의 PSV 에인트호번에 밀려 3위로 마감하여 16강 진출이 좌절되고, UEFA 컵으로 옮겼다. UEFA 컵에서도 좋은 모습을 보였지만 4강에서 그 해 우승 팀인 세비야 FC를 만나 패하였다. 2006년 샬케는 리그 4위로 마감하였고, 1년 뒤 리그 준우승을 하였다 (7년동안 3번 준우승).

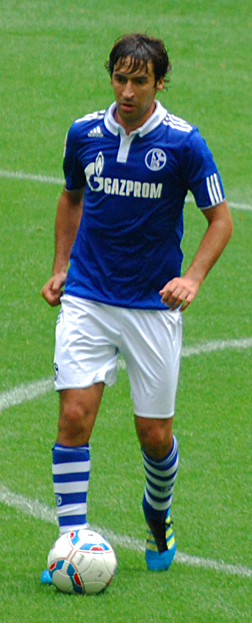
라울은 모든 유럽대항전을 통틀어 최다 득점자이다.

UEFA 챔피언스리그 2007-08에서 샬케는 첼시 FC, 발렌시아 CF, 로센보르그 BK와 더불어 죽음의 B조에 속하였다. 샬케는 발렌시아 CF, 로센보르그 BK를 제치고 조 2위로 사상 처음 챔피언스리그 16강에 진출하였다. 16강에 FC 포르투를 만나 승부차기 끝에 승리하여 8강에 올랐지만 FC 바르셀로나에 패해 4강 진출이 무산되었다.
2006년 10월 9일, 가즈프롬이 클럽의 새 스폰서가 되었다. 이 러시아의 정유 회사는 5년 6개월 동안, 1억 2,500만 유로를 투자 할 것임을 밝혔다. 가즈프롬의 스폰서십은 독일이 러시아와의 외교를 촉진하기 위한 수단이라고 전문가들은 분석하였다. FC 제니트 상트페테르부르크와 샬케 04가 같은 스폰서임에 따라, 두 클럽은 파트너십을 체결하였다. 양 클럽은 축구 개발 관련 이슈에서 밀접하게 일하고 있다.
2008년 4월 13일, SV 베르더 브레멘전 대패와 챔스리그 탈락으로 인해 미르코 슬롬카 감독은 해임되었고, 유리 물더나 마이크 뷔스켄스 등의 전 샬케 선수들이 감독 대행을 맡았다.
2008-09 시즌, 샬케는 네덜란드 FC 트벤테의 감독 프레드 뤼턴을 내정하였다. 그는 2010년 6월까지 계약되었다. 2009년 3월, 루텐은 해임되었고 다시 마이크 뷔스켄스, 유리 물더, 올리버 레크가 2009년 7월 1일, VfL 볼프스부르크를 우승시킨 펠릭스 마가트가 감독 겸 클럽 이사장으로 내정될 때까지 감독이 바뀌는 혼란이 있었다. 2011년 3월 16일, 마가트는 해임되었고 2004년과 2005년에 짧게 팀의 감독을 맡았던 랄프 랑니크가 감독으로 내정되었다. 몇주 후, 랑니크는 FC 인테르나치오날레 밀라노를 상대로 한 UEFA 챔피언스리그 8강 스타디오 주세페 메아차 원정에서 5-2 대승을 거두었다. 샬케는 4강에 진출하여 맨체스터 유나이티드 FC에게 홈에서 2-0으로 원정에서 4-1로 (합계 6-1)로 패하였다.
2011년 9월 22일, 랄프 랑니크는 만성 피로로 인해 즉시 감독직을 사임하였다. 이후, 1996년부터 2004년까지 샬케 감독을 맡았었던 후프 슈테벤스가 2011년 9월 27일에 재신임되었다.
2012년 12월 16일 성적 부진으로 후프 슈테벤스를 경질, 샬케 U-17 감독직을 맡고있던 옌스 켈러를 감독대행 명분으로 1군으로 승진시킨다. 그 해 시즌 말까지 종료되기로 했던 켈러와의 계약은 두 시즌 연장되었다. 하지만 그 후 불안한 경기 운영을 통해 입지가 불안해 지며 경질설이 계속 나도는 상황이 여러차례 나타나고, 2014년 10월 7일 후임으로 로베르토 디 마테오를 선정한 샬케는 켈러를 경질한다. 2014/15시즌 전반기 켈러의 리그 2승2무3패, UCL 2무, 포칼컵 탈락(경기당 승점 1.14)과는 달리 로베르토 디마테오의 성적은 리그 6승1무3패, UCL 2승2패(경기 당 승점 1.79)로 조금씩 나이지는 경기력을 보여주고 있었다. 그러나 그 뒤로 점차 다시 경기력이 떨어졌고 결국, 20-21시즌 2부리그로 강등되었다.

### 역대 분데스리가 순위
다음은 1963년, 분데스리가 출범 이후부터 지금까지의 샬케의 역대 리그 순위를 나타낸 것이다.
| - 1963-64 - 8위 - 1964-65 - 16위 - 1965-66 - 14위 - 1966-67 - 15위 - 1967–68 - 15위 - 1968–69 - 7위 - 1969–70 - 9위 - 1970–71 - 6위 - 1971-72 - 2위 - 1972-73 - 15위 - 1973-74 - 7위 - 1974-75 - 7위 - 1975-76 - 6위 - 1976-77 - 2위 - 1977-78 - 9위 - 1978-79 - 15위 - 1979-80 - 8위 - 1980-81 - 17위 (2 분데스리가로 강등) - 1981-82 - 2 분데스리가, 우승(1 분데스리가로 승격) - 1982-83 - 16위 (2 분데스리가로 강등) - 1983-84 - 2 분데스리가, 2위 (1 분데스리가로 승격) - 1984-85 - 8위 - 1985-86 - 10위 - 1986-87 - 13위 - 1987-88 - 18위 (2 분데스리가로 강등) - 1988-89 - 2 분데스리가, 12위 | - 1989-90 - 2 분데스리가, 5위 - 1990-91 - 2 분데스리가, 우승(1 분데스리가로 승격) - 1991-92 - 11위 - 1992-93 - 10위 - 1993-94 - 14위 - 1994-95 - 11위 - 1995-96 - 3위 - 1996-97 - 12위 - 1997-98 - 5위 - 1998-99 - 10위 - 1999-2000 - 13위 - 2000-01 - 2위 - 2001-02 - 5위 - 2002-03 - 7위 - 2003-04 - 7위 - 2004-05 - 2위 - 2005-06 - 4위 - 2006-07 - 2위 - 2007-08 - 3위 - 2008-09 - 8위 - 2009-10 - 2위 - 2010-11 - 14위 - 2011-12 - 3위 - 2012-13 - 4위 - 2013-14 - 3위 - 2014-15 - 6위 - 2015-16 - 5위 - 2016-17 - 10위 - 2017-18 - 2위 - 2018-19 - 14위 - 2019-20 - 12위 - 2020-21 - 18위 (2 분데스리가로 강등) |

## 문양
FC 샬케 04의 문양 역사
- 1924년 ~ 1945년
- 1945년 ~ 1958년
- 1958년 ~ 1960년
- 1960년 ~ 1978년
- 1978년 ~ 1995년
- Od 1995년 ~ 현재

## 경기장

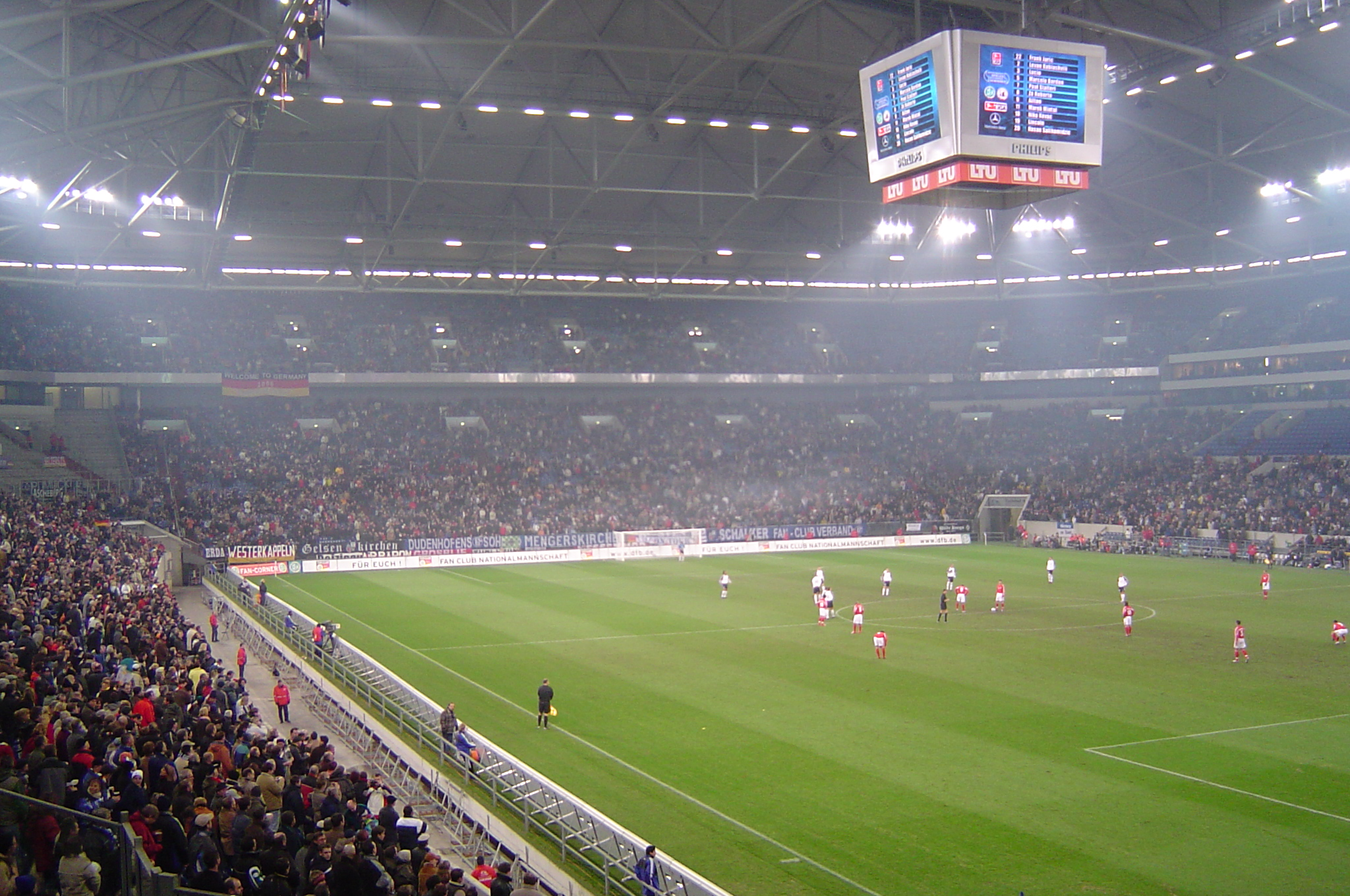
현 홈구장인 펠틴스 아레나

클럽의 홈구장은 스폰서인 벨틴스 맥주회사의 이름을 따 펠틴스 아레나라 불리며, 2001년 여름, 61,673석의 경기장으로 개장되었다. 샬케는 유럽의 다목적 경기장으로 사용된다. 개장 당시 아레나 아우프샬케 (Arena AufSchalke)로 명명되었던 구장은 UEFA 5성급 경기장으로 선정되어 있으며, 2003-04 시즌 UEFA 챔피언스리그의 FC 포르투와 AS 모나코간의 결승전과 2006년 FIFA 월드컵 경기를 주최하였다.
2001년 펠틴스 아레나로 옮기기 전까지는, 1973년 건설된 파르크슈타디온 (71,000석)이 있다. 이 경기장에서 1974년 FIFA 월드컵의 몇 경기를 주최하기도 하였다. 1973년 이전에는 1928년에 건설된 글뤼카우프-캄프반 경기장이 홈구장 (35,000석)이었고, 그 구장은 나중에 아마추어 경기장으로 쓰이게 되어 5,000석으로 축소되었다.

## 클럽 응원가
"파랑과 하양, 내가 얼마나 너를 사랑하는가"(Blau und weiß, wie lieb ich Dich)와 "로열 블루 S04"(Königsblauer S04)는 클럽의 공식 응원가이다. 전자의 응원가는 3절 가사에 등장하는 무함마드를 "축구에 대해서는 아무것도 모르는 예언자"로 조롱하였기 때문에 무슬림(이슬람교 신자)으로부터 수백통에 이르는 항의 이메일과 편지를 받았다고 전해진다.
그 외에도 인기있는 비공식 응원가는 다음과 같다.
- "Oppa Pritschikowski"
- "Wir sind Schalker"
- "Schalke ist die Macht"
- "Blau und weiß Ein Leben Lang"
- "Steht auf, wenn ihr Schalker seid" (펫 샵 보이즈의 앨범 Village People의 Go West 멜로디와 동일하며, 에베 산의 은퇴 경기에서만 불렸다.)

| Blau und Weiß, wie lieb ich Dich Blau und Weiß, verlass mich nicht Blau und Weiß ist ja der Himmel nur, der Himmel nur Blau und Weiß ist unsere Fußballgarnitur Blau und Weiß ist ja der Himmel nur, der Himmel nur Blau und Weiß ist unsere Fußballgarnitur Hätten wir ein Königreich Machten wir es den Schalkern gleich Alle Mädchen, die so jung und schön, jung und schön Müssten alle Blau und Weiß spazieren gehn Alle Mädchen, die so jung und schön, jung und schön Müssten alle Blau und Weiß spazieren gehn Mohammed war ein Prophet Der vom Fußballspielen nichts versteht Doch aus all der schönen Farbenpracht, der Farbenpracht Hat er sich das Blau und Weiße ausgedacht Doch aus all der schönen Farbenpracht, der Farbenpracht Hat er sich das Blau und Weiße ausgedacht Tausend Feuer in der Nacht Haben uns das große Glück gebracht Tausend Freunde, die zusammenstehn, zusammenstehn Dann wird der FC Schalke niemals untergehn Tausend Freunde, die zusammenstehn, zusammenstehn Dann wird der FC Schalke niemals untergehn | In der Stadt der tausend Feuer Lebt seit vielen Jahren schon Der Traum vom FC Schalke Hier hat der Fußball Tradition Wir die Fans vom S04 Steh'n für unsre Mannschaft ein Blau und Weiß mitten im Revier Deutscher Meister kann nur Schalke sein Königsblauer S04 Königsblau ist Schalke König bist du im Revier Königsblauer S04 Auf dem Weg zum Stadion Flagge zeigen, Blau und Weiß Ein Sieg ist unser Ziel Fairer Kampf um jeden Preis Wenn das Fieber in uns erwacht Die Arena vor Begeisterung kocht Werden wir dem Sieg ins Auge seh'n Für immer an der Spitze steh'n Königsblauer S04 Königsblau ist Schalke König bist du im Revier Königsblauer S04 Königsblauer S04 Königsblau ist Schalke König bist du im Revier Königsblauer S04 |

## 역대 성적
- 독일 챔피언십 / 분데스리가 우승 7회
  - 우승: 1933-34, 1934-35, 1936-37, 1938-39, 1939-40, 1941-42, 1957-58 (분데스리가 출범 이전)
  - 준우승: 1932-33, 1937-38, 1940-41, 1971-72, 1976-77, 2000-01, 2004-05, 2006-07, 2009-10,2017-18
- DFB-포칼 우승 5회
  - 우승: 1936-37, 1971-72, 2000-01, 2001-02, 2010-11
  - 준우승: 1934-35, 1935-36, 1940-41, 1941-42, 1954-55, 1968-69, 2004-05
- DFL-슈퍼컵 우승 1회
  - 우승: 2011
  - 준우승: 1940, 2010
- 리가포칼 우승 1회
  - 우승: 2005
  - 준우승: 2001, 2002, 2007
- UEFA컵 우승 1회
  - 우승: 1996-97
- UEFA 인터토토컵 우승 2회
  - 우승: 2003, 2004
- 2. 분데스리가 우승 3회
  - 우승: 1981-82, 1990-91, 2021-22
- 후지컵 우승 1회(비공식 컵대회)
  - 우승: 1996
- 코파 델레 알피 우승 1회(이탈리아 축구 협회 토너먼트)
  - 우승: 1968
- 서부 오베르리가 (1947-1963) 우승 2회
  - 우승: 1951, 1958
- 서부 독일 축구 컵 우승 1회
  - 우승: 1955
- 서부 독일 축구 챔피언십 우승 4회
  - 우승: 1929, 1930, 1932, 1933
  - 준우승: 1927
- 루어베치어크 챔피언십 우승 6회
  - 우승: 1927, 1928, 1929, 1930, 1932, 1933
- 베스트팔렌 가울리가 우승 11회
  - 우승: 1934, 1935, 1936, 1937, 1938, 1939, 1940, 1941, 1942, 1943, 1944
- 베스트팔렌 컵 우승 2회
  - 우승: 1943, 1944

### 유소년팀
- 독일 U-19 챔피언십 우승 2회
  - 우승: 1976, 2006
  - 준우승: 1975, 1980, 1981
- 독일 U-17 챔피언십 우승 2회
  - 우승: 1978, 2002
  - 준우승: 1977, 1980
- U-19 서부 분데스리가 우승 1회
  - 우승: 2005

## 선수

### 현재 선수 명단
2025-26 시즌 기준
참고: FIFA 자격 규정에 따라 소속된 국가대표팀 국기를 표시합니다. 선수는 복수의 FIFA 비회원국 국적을 가지고 있을 수 있습니다.
| 번호 | 포지션 | 국적     | 이름               |
| ---- | ------ | -------- | ------------------ |
| 1    | GK     |          | 로리스 카리우스    |
| 6    | MF     |          | 론 샬렌버그        |
| 8    | MF     |          | 아민 유네스        |
| 19   | FW     | 튀르키예 | 케난 카라만 (주장) |
| 22   | DF     | 말리     | 이브라히마 시세    |
| 23   | MF     |          | 소우피안 엘 파우지 |

| 번호 | 포지션 | 국적 | 이름              |
| ---- | ------ | ---- | ----------------- |
| 28   | GK     |      | 저스틴 헤케렌     |
| 41   | DF     |      | 헤닝 마트리치아니 |

### 임대 선수 명단
참고: FIFA 자격 규정에 따라 소속된 국가대표팀 국기를 표시합니다. 선수는 복수의 FIFA 비회원국 국적을 가지고 있을 수 있습니다.
| 번호 | 포지션 | 국적   | 이름                                      |
| ---- | ------ | ------ | ----------------------------------------- |
| 7    | FW     |        | 요르단 라르손 (코펜하겐으로 임대)         |
| 15   | DF     |        | 드리스 바우터스 (메헬렌으로 임대)         |
| 17   | MF     |        | 플로리안 플리크 (1. FC 뉘른베르크로 임대) |
| 18   | MF     | 코소보 | 블렌디 이드리치 (얀 레겐스부르크로 임대)  |

| 번호 | 포지션 | 국적 | 이름                                       |
| ---- | ------ | ---- | ------------------------------------------ |
| 21   | FW     |      | 마르빈 피에링거 (SC 파더보른 07로 임대)    |
| 42   | MF     |      | 케림 찰하노을루 (SV 잔트하우젠으로 임대)   |
| —    | MF     |      | 잔 보즈도안 (위트레흐트로 임대)            |
| —    | MF     |      | 라인홀트 란프틀 (아우스트리아 빈으로 임대) |

### FC 샬케 04 II 선수 명단
감독:  토르스텐 프뢸링
참고: FIFA 자격 규정에 따라 소속된 국가대표팀 국기를 표시합니다. 선수는 복수의 FIFA 비회원국 국적을 가지고 있을 수 있습니다.
| 번호 | 포지션 | 국적         | 이름                  |
| ---- | ------ | ------------ | --------------------- |
| 43   | FW     | 아제르바이잔 | 루파트 다다쇼프       |
| 44   | FW     |              | 시디 사네             |
| —    | GK     | 세르비아     | 라도미르 노바코비치   |
| —    | DF     |              | 스테번 판 데르 슬로트 |

| 번호 | 포지션 | 국적 | 이름            |
| ---- | ------ | ---- | --------------- |
| —    | MF     |      | 팀 알부타트     |
| —    | FW     |      | 안드레아스 이반 |
| —    | FW     |      | 넬슨 아마딘     |

### 유명 선수
클럽의 100주년을 기념하여, 서포터는 샬케 세기의 팀 (Schalker Jahrhundertelf)을 투표하였으며, 결과는 다음과 같다.

감독:  휘프 스테번스
참고: FIFA 자격 규정에 따라 소속된 국가대표팀 국기를 표시합니다. 선수는 복수의 FIFA 비회원국 국적을 가지고 있을 수 있습니다.
| 번호 | 포지션 | 국적 | 이름                |
| ---- | ------ | ---- | ------------------- |
| —    | GK     |      | 노르베르트 니크부어 |
| —    | DF     |      | 클라우스 피히텔     |
| —    | DF     |      | 롤프 뤼스만         |
| —    | DF     |      | 올라프 톤           |
| —    | MF     |      | 마르크 빌모츠       |
| —    | MF     |      | 프리츠 체판         |
| —    | MF     |      | 에른스트 쿠조라     |
| —    | MF     |      | 프리츠 체판         |
| —    | MF     |      | 잉고 안데브뤼게     |
| —    | FW     |      | 라인하르트 리부다   |
| —    | FW     |      | 클라우스 피셔       |
| —    | FW     |      | 뤼디거 아브람치크   |

### 클럽 기록
|    |      | 선수                        | 출장 |
| -- | ---- | --------------------------- | ---- |
| 1  | 독일 | 클라우스 피히텔             | 477  |
| 2  | 독일 | 노르베르트 니크부어         | 355  |
| 3  | 독일 | 롤프 뤼스만                 | 304  |
| 4  | 독일 | 클라우스 피셔               | 295  |
| 5  | 독일 | 올라프 톤                   | 295  |
| 6  | 독일 | 헤르베르트 뤼트케보흐메르트 | 286  |
| 7  | 독일 | 게랄트 아자모아             | 277  |
| 8  | 독일 | 마이크 뷔스켄스             | 257  |
| 9  | 체코 | 이르지 네메츠               | 256  |
| 10 | 독일 | 베네딕트 회베데스           | 240  |

|   |          | 선수              | 득점 |
| - | -------- | ----------------- | ---- |
| 1 | 독일     | 클라우스 피셔     | 182  |
| 2 | 네덜란드 | 클라스얀 휜텔라르 | 82   |
| 3 | 덴마크   | 에베 산           | 74   |
| 4 | 독일     | 케빈 쿠라니       | 70   |
| 5 | 독일     | 올라프 톤         | 52   |
| 6 | 독일     | 에르빈 크레머스   | 50   |
| 7 | 독일     | 잉고 안데브뤼게   | 46   |
| 8 | 독일     | 헬무트 크레머스   | 45   |
| 9 | 독일     | 뤼디거 아브람치크 | 44   |
| 9 | 독일     | 게랄트 아자모아   | 44   |

## 역대 감독
| 감독               | 임기        |
| ------------------ | ----------- |
| 지크프리트 헬트    | 1981 ~ 1983 |
| 마르크 빌모츠      | 2003        |
| 유프 하인케스      | 2003 ~ 2004 |
| 프레드 뤼턴        | 2008 ~ 2009 |
| 로베르토 디 마테오 | 2014 ~ 2015 |

## 대중 문화에서의 FC 샬케 04
샬케는 1999년에 만들어진 영화 축구는 우리의 삶 (Fußball ist unser Leben)이라는 영화의 소재가 되었다. 부트 (Das Boot) 라는 수상받은 영화에 출연한 적이 있는 우베 오흐젠네흐트와 랄프 리히터 같은 영화배우들이 출연하였고, 이 영화에서 샬케가 짧게 언급되었다. 이 경기에서 루디 아자우어 클럽 매니저나 후프 슈테벤스 감독과 헬무트 슐테, 그리고 이브 아이겐라우흐와 같은 선수가 깜짝 출연하였다. 그리고 이 영화에는 만프레트 브로이크만, 울리히 포토프스키, DJ 훌리건 같은 주요 팬들도 출연하였다.
이 필름은 "한스"라는 샬케 광팬을 주인공으로 하며, 그의 세 동료와 납치되어 팀의 새 스타 선수인 "디 오스페오"를 불러들이려 하였고, 그 과정에서 한스의 우상이 마지막 경기에서 득점하는데 한스의 집을 걸었다. 일부 평론가들은 이 영화를 "최악의 독일 희극영화"라고 혹평하고 있다.
"샬케"는 "특전유보트(Das Boot)"라는 영화에도 언급되는데, 통신관과 라디오를 통해 경기중계를 청취하던 갑판장이 살케의 패전을 듣고는 선내에서 파티를 벌이고 있던 선원들에게 달려가 화가 난 담담한 목소리로 다음과 같이 말하였다: "나는 자네들에게 건낼 나쁜 소식을 가지고 있네. 샬케가 5-0으로 패해 결승으로 올라가지 못할 것 같네."